# نظرية التهذيب
نظرية التهذيب (المُداراة/ الأدب/ التلطف/ الحياء)  (بالإنجليزية: Politeness theory)‏ هي نظرية بعلم التداوليات واللغويات عموماً. وتستخدم لوصف وتفسير كيفية قيام مستخدمي اللغة بتوجيه كلامهم ليُصار فهمه على أنه كلامٌ مؤدب أو مهذب أو لطيف أو غير مؤدب أو وقح أو محايد أو أي معنى يقع في ذلك الطيف من الحِمل المعنوي. ولتفسير هذا التعريف المتخصص، لنرى كيف يمكن لجملة ما أن تُفهم على أنها مؤدبة حيناً ووقحة حيناً آخر. مثلاً:
1. يقول أبٌ مبتهج لإبنه بعد أن حقق الأبن نجاحاً باهراً: «ذكي أنت! ماشاءالله!». هنا قد تُفهم الجملة على أنها جملة لطيفة، ويَقصد بها الأب تشجيع إبنه.
2. يقول مديرٌ ساخط لموظفه الذي أدلى باقتراح يراه المدير غير مناسب نهائياً أثناء اجتماع رسمي: «ذكي أنت! ماشاءالله!». هنا، من الصعب أن تُفهم الجملة على أنها جملة لطيفة أو تشجيعية. بل على الأرجح هي جملة يُقصد بها الإستهزاء والسخرية، إن لم توصف بالتعبير الوقح!

هذان المثالان هما جزء من طيف المعنى الذي يمكن لمستخدمي اللغة تحمله لكلامهم بغرض توجيهه ليكون إيجابياً أو سلبياً، وهذا الطيف من المعنى هو ما يدرسه مستخدموا هذه النظرية اللغوية.

## نظرة عامة
تختص هذه النظرية بالاجراءات التي يتبعها مستخدمو اللغة لحماية وجه المتلقي من كل الألفاظ التي تهدد وجهه أو كما يُعرف بالعربية «تريق ماء وجهه». مفهوم الوجه يعود في الأصل إلى الثقافة الصينية ثم نقله إلى اللغة الإنجليزية في القرن 19. إرفنغ غوفمان ساهم في تقديم هذا المفهوم في الأوساط الأكاديمية من خلال نظرياته في 'الوجه' أو 'ماء الوجه'. على الرغم من أن المدارة قد تم دراستها في مجموعة متنوعة من الثقافات لسنوات عديدة إلى أنها أصبحت مؤثرة جدا. في عام 1987 براون وليفينسون (المؤلفان لهذه النظرية) زعما أن نظرية المدارة هي مفهوم عالمي وليس حكراً على مجمتمع بعينه،  مما خلق جدلاً واسعاً داخل الأوساط الأكاديمية. المدارة عبارة عن نية المتكلم لتخفيف عبارته خصوصاً إذا ماكانت تحمل بين طياتها بعض من التحركات (مثل الطلب) الذي قد يحرج المتلقي وهو مايعرف ب (تحركات التعابير speech acts) لتخفيف حدة مواجهتها مع الآخرين كي لا نريق ماء وجههم.  . تعريف  آخر هو «بطارية من المهارات الاجتماعية التي تهدف إلى ضمان إطمئنان الجميع أثناء التفاعل الاجتماعي». لذلك، كي تكون مهذباً يجب أن تحاول أن تحفظ ماء وجهك وماء وجه من تتحدث إليه. 
الوجة الإيجابي والوجه السلبي:
negative face and positive face
الوجه يعني صورة الفرد عند الآخرين والذي يحاول الفرد حمايته.هناك وجهين لكل من المتكلم والسامع. وجه إيجابي وآخر سلبي.وفقا لبراون وليفنسون، مفهوم الوجه السلبي والإيجابي متعارف عالميا في الثقافة البشرية؛ فقد قيل إن مفهوم الوجه هو العنصر العالمي الفعلي لنظرية التهذيب.
براون وليفنسون عرفا الوجه السلبي negative face : رغبة الفرد بأن لايُجبر أو يُفرض على شئ، مثلا أن لا يتم التحدث معه بطريقة تجبره على فعل شي. هذا النوع يسمى بالوجه السلبي المبطن للشخص.
أما الوجه الإيجابي positive face يكمن في رغبة الشخص في أن يُقبل أو أن يتم قبوله من قبل الآخرين أو قُبول رأيه أو قُبول طلبه. في العموم الغالب أن لا يكون ثقيل الظل بطريقة تسبب نفورا من الآخرين بشكل عام.
بعد عشر سنوات، وصفت براون الوجه الإيجابي بالرغبة في أن يكون محبوباً، وعاجباً للآخرين، وصادقاً، وذو علاقة إيجابية، مشيرة بأن مجرد تجاهل شخص ما قد يهدد الوجه. وفي الوقت نفسه، وصفت الوجه السلبي بالرغبة في عدم فرضه، مشيراً إلى أن الوجه السلبي يمكن أن يتأثر بفرضه على شخص ما. [9] الوجه الإيجابي يشير إلى احترام الذات، في حين يشير الوجه السلبي إلى حرية الفرد في التصرف. [1] [10] وهذأن الوجهان هما الوجهان الأساسيان في أي تفاعل اجتماعي؛ خلال أي تفاعل اجتماعي، هناك حاجة إلى التعاون بين المشاركين للحفاظ على وجه بعضهم البعض. [1] يمكن للمشاركين القيام بذلك من خلال استخدام الإيجاز الإيجابي والدلالة السلبية، والتي تولي اهتماماً لاحتياجات الناس الإيجابية والسلبية على التوالي. [7]
damage to hearer's negative face
وفيما يلي الحالات التي يكون فيها الوجه السلبي للسامع (الشخص الذي يجري التحدث إليه) مهدداً.
الفعل الذي يؤكد أو ينكر فعل مستقبلي مما يخلق ضغوطاً على المستمع إما لأداء أو عدم تنفيذ الفعل. [8]
أمثلة: الطلبات أو الاقتراحات أو النصائح أو التذكيرات أو التهديدات أو التحذيرات.
وهو فعل يعبر عن مشاعر المتكلم تجاه المستمع أو ممتلكاته. [8]
أمثلة: مجاملات، تعبيرات عن الحسد أو الإعجاب، أو تعبير عن مشاعر سلبية قوية تجاه السامع (مثل الكراهية والغضب وعدم الثقة).
أو عمل يعبر عن فعل مستقبلي إيجابي للمتكلم تجاه السامع. وبذلك، يتم الضغط على السامع لقبول الفعل أو رفضه، وربما تحمل ديونا ([8]).
أمثلة: العروض والوعود.
هناك مجموعة طرق ممكن من خلالها تهديد الوجه السلبي للمتحدث مثل أن يُطلب منه
قبول عرض معين قد لا يرغب به
أن يعبر عن شكره
أن يعتذر
damage to speaker's negative face
وفيما يلي الحالات التي يكون فيها الوجه السلبي للمتكلم (الشخص الذي يتحدث) مهدداً.
وهو عمل يظهر أن المتكلم يستسلم لقوة السمع. [8]
الإعراب عن الشكر
قبول الشكر أو الأعتذار
الأعذار
قبول العروض
التجاوب مع انتهاك المستمع للإتكيت الاجتماعي.
إلزام المتكلم نفسه بشيء لا يريد القيام به
damage to hearer's positive face
كيفية تحطيم الوجه الإيجابي للسامع أو المتلقي:
هناك طريقتان من خلالهما يتم تهديد وجه المتلقي: 1- هو عمل يعبر عن التقييم السلبي للمتكلم للوجه الإيجابي للمستمع أو عنصر من وجهه الإيجابي.
يمكن للمتكلم عرض هذا الرفض بطريقتين. النهج الأول: أن يشير المتكلم بشكل مباشر أو غير مباشر إلى أنه يكره بعض جوانب ممتلكات السامع أو رغباته أو سماته الشخصية. والنهج الثاني هو أن يعبر المتكلم عن رفضه بالقول أو يعني ضمناً أن المستمع خاطئ أو غير منطقي أو مضلل.
أمثلة: التعبيرات عن الرفض (مثل الإهانات أو الاتهامات أو الشكاوى) أو التناقضات أو الخلافات أو التحديات.
وهو عمل يعبر عن عدم اكتراث المتكلم تجاه الوجه الموجه للمرسل إليه (المتلقي).
قد يكون المرسل إليه محرجاً أو يخشى من المتكلم.
أمثلة: التعبيرات العاطفية بشكل مفرط.
ويشير المتكلم إلى أنه لا يملك نفس القيم أو المخاوف التي يتمتع بها المستمع.
أمثلة: عدم الاحترام، ذكر موضوعات غير ملائمة بشكل عام أو بشكل متعلق بسياق الحديث.
ومنها على سبيل المثال إشارة المتكلم إلى أنه لا يبالي ولا يكترث بأحاسيس السامع.
أمثلة: التحقير أو التفاخر.
ويزيد المتكلم من احتمال حدوث فعل يهدد الوجه. يحدث هذا عندما يتم طرح موضوع اجتماعي حساس من قبل المتكلم الموضوع من قبل المتكلم.
أمثلة: موضوعات تتعلق بالسياسة، العرق، الدين.
يشير المتكلم إلى أنه غير مبال بالحفاظ على الوجه الإيجابي الذي يريده المستمع (حفظ ماء وجه المستمع). وكثيراً ما يعبر عن ذلك في سلوك واضح غير تعاوني.
أمثلة: مقاطعة، تهميش الرأي بطريقة هزلية.
يسئ المتكلم للمستمع بطريقة مخزية أو محرجة. وقد يحدث ذلك إما عن طريق الخطأ أو عن قصد. بشكل عام، يشير هذا إلى إساءة استخدام مصطلحات هوية الشخص فيما يتعلق بالمكانة أو الجنس أو العمر.
مثال: أن يقال لفتاة يافعة «ياسيدة» بدلا من يا«آنسة».
Damage to the Speaker's positive Face
الأضرار التي تلحق المتكلم
وفيما يلي الحالات التي يكون فيها الوجه الإيجابي للمتحدث (الشخص الذي يتحدث) مهدداً.
وهو عمل يظهر أن المتكلم هو في حد ما خاطئ، وغير قادر على السيطرة على نفسه. [8]
الاعتذارات: في هذا الفعل، المتكلم يضر وجهه من خلال الاعتراف بأنه يأسف على إحدى أفعاله السابقة.
-قبول مجاملة
-عدم القدرة على التحكم في الذات البدنية
-عدم القدرة على التحكم في الذات العاطفية
-الإذلال الذاتي
-اعترافات

## مزيد من القراءة
- Brown, Penelope and Stephen C. Levinson. 1987. Politeness: Some universals in language usage. Cambridge: Cambridge University Press. [First published 1978 as part of Esther N. Goody (ed.): Questions and Politeness. Cambridge University Press]
- Cameron, Deborah. 2001. Working with Spoken Discourse. Sage Productions
- Coulmas, Florian. 1998. The handbook of sociolinguistics. Wiley-Blackwell.
- Dunn، C. D. (2011). "Formal forms or verbal strategies? politeness theory and Japanese business etiquette training". Journal of Pragmatics. ج. 43 ع. 15: 3643–3654. DOI:10.1016/j.pragma.2011.06.003.
- Foley, William. 1997. Anthropological Linguistics: An introduction. Blackwell.
- Goldsmith, D. J. (2006). Brown and Levinson's politeness theory. In B. Whaley & W. Samter (Eds.) Explaining communication: Contemporary theories and exemplars (pp. 219–236). Mahwah, NJ: Lawrence Erlbaum Associates.
- Goffman, Erving. 1955. On Face-Work: An analysis of ritual elements in social interaction, Psychiatry: Journal of Interpersonal Relations 18:3, pp. 213–231 [reprinted in Interaction Ritual, pp. 5–46].
- Kadar, Daniel Z., and Michael Haugh (2013). Understanding Politeness. Cambridge: Cambridge University Press.
- Lakoff, R. 1973. The logic of Politeness; or minding your p's and q's. Papers from the 9th Regional Meeting, Chicago Linguistics Society. Chicago: Chicago Linguistics Society.
- Schiffrin, Deborah. 1994. Approaches to Discourse. Wiley-Blackwell.
- Yule, George. 1996. Pragmatics. Oxford University Press.
- Rees، Charlotte E.؛ Knight، Lynn V. (2008). "Thinking 'no' but Saying 'yes' to Student Presence in General Practice Consultations: Politeness Theory Insights". Medical Education. ج. 42 ع. 12: 1152–154. DOI:10.1111/j.1365-2923.2008.03173.x.
- Ogiermann، Eva (2009). "Politeness and In-directness across Cultures: A Comparison of English, German, Polish and Russian Requests". Journal of Politeness Research. Language, Behaviour, Culture. ج. 5 ع. 2. DOI:10.1515/jplr.2009.011.
- Maha, Lounis (2014). "Cross-Cultural Perspectives on Linguistic Politeness". CSCanada.